# Pisuviricota
Pisuviricota ist ein Phylum, das alle positiv- und doppelsträngigen RNA-Viren umfasst, die Eukaryoten infizieren und nicht zu den Phyla Kitrinoviricota, Lenarviricota oder Duplornaviricota gehören.
Der Name der Gruppe ist eine Silbenabkürzung von englisch picornavirus supergroup mit dem Suffix -viricota, das auf ein Virenphylum hinweist. Phylogenetische Analysen deuten darauf hin, dass die Birnaviridae und die Permutotetraviridae, die beide derzeit keinem Phylum der Orthornavirae zugeordnet sind, ebenfalls zu diesem Phylum gehören und dass beide Schwestergruppen sind.

## Systematik
Mit Stand Juni 2024 ist die Systematik des Phylums gemäß ICTV wie folgt:
Phylum Pisuviricota
- Klasse Duplopiviricetes mit einziger Ordnung Durnavirales. Darin:
  - Familie Amalgaviridae mit Gattungen Amalgavirus und Zybavirus
  - Familie Curvulaviridae mit einziger Gattung Orthocurvulavirus
  - Familie Fusariviridae
  - Familie Hypoviridae (u. a. mit Spezies Alphahypovirus cryphonectriaen darin CHV1[4][5])
  - Familie Partitiviridae mit vorgeschlagenen Spezies „Drosophila biauraria male killing partitivirus 1“ (DbMKPV1)[6][7] und den „Osugoroshi-Viren“ (OGVs, „Homona magnanima male killing viruses“)[6][8][A. 1]
  - Familie Picobirnaviridae mit einziger Gattung Orthopicobirnavirus
- Klasse Pisoniviricetes
  - Ordnung Nidovirales u. a. mit Familie Coronaviridae
  - Ordnung Picornavirales
  - Ordnung Sobelivirales
    - Familie Alvernaviridae mit einziger Gattung Dinornavirus
    - Familie Barnaviridae mit einziger Gattung Barnavirus
    - Familie Solemoviridae
- Klasse Stelpaviricetes
  - Ordnung Patatavirales mit einziger Familie Potyviridae
  - Ordnung Stellavirales mit einziger Familie Astroviridae (Gattungen Avastrovirus und Mamastrovirus)
- Ohne Zuordnung zu einer Klasse:
  - Ordnung Yadokarivirales mit einziger Familie Yadokariviridae (Gattungen Alphayadokarivirus und Betayadokarivirus)
- ohne Zuordnung zu einer Klasse oder Ordnung:
  - Familie Hadakaviridae mit einziger Gattung Hadakavirus